# Deropeltis negus
Deropeltis negus är en kackerlacksart som beskrevs av Adelung 1905. Deropeltis negus ingår i släktet Deropeltis och familjen storkackerlackor.
Artens utbredningsområde är Etiopien. Inga underarter finns listade i Catalogue of Life.